# Frunzeho ústřední letiště v Moskvě
Frunzeho ústřední letiště (rusky Центральный аэродром имени М. В. Фрунзе) je bývalé letiště v Moskvě, hlavním městě Ruska. Bylo prvním moskevským letištěm, později se využívalo se jako zkušební a vojenské letiště. Leží na Chodynském poli v severozápadní části města.

## Historie

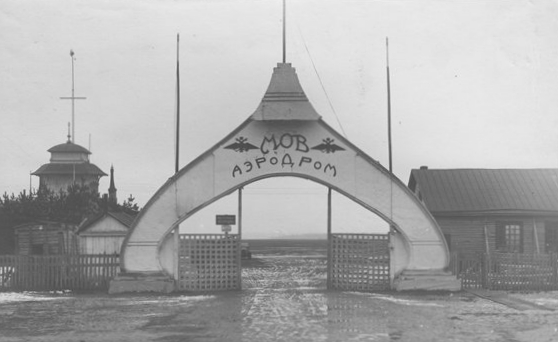
Hlavní vchod Frunzeho ústředního letiště

Existence letiště se počítá od 17. června 1910, kdy Společnost vzduchoplavby oznámila souhlas štábu Moskevského vojenského okruhu s vyčleněním Chodynského pole pro letiště. Byla postavena vzletová a přistávací dráha a šest nevelkých hangárů a 3. října 1910 bylo letiště slavnostně otevřeno.
Dne 3. května 1922 byla otevřena první mezinárodní letecká linka v historii ruského letectví na trase Moskva–Královec–Berlín. Od 15. července 1923 z letiště fungovala i první vnitrostátní letecká linka, a to mezi Moskvou a Nižním Novgorodem. Roku 1926 dostalo Ústřední letiště jméno zemřelého Michaila Frunzeho. V letech 1920–1932 na letišti sídlil Vědecko-zkušební institut vojenského letectva (do roku 1926 vědecko-zkušební letiště vojenského letectva).

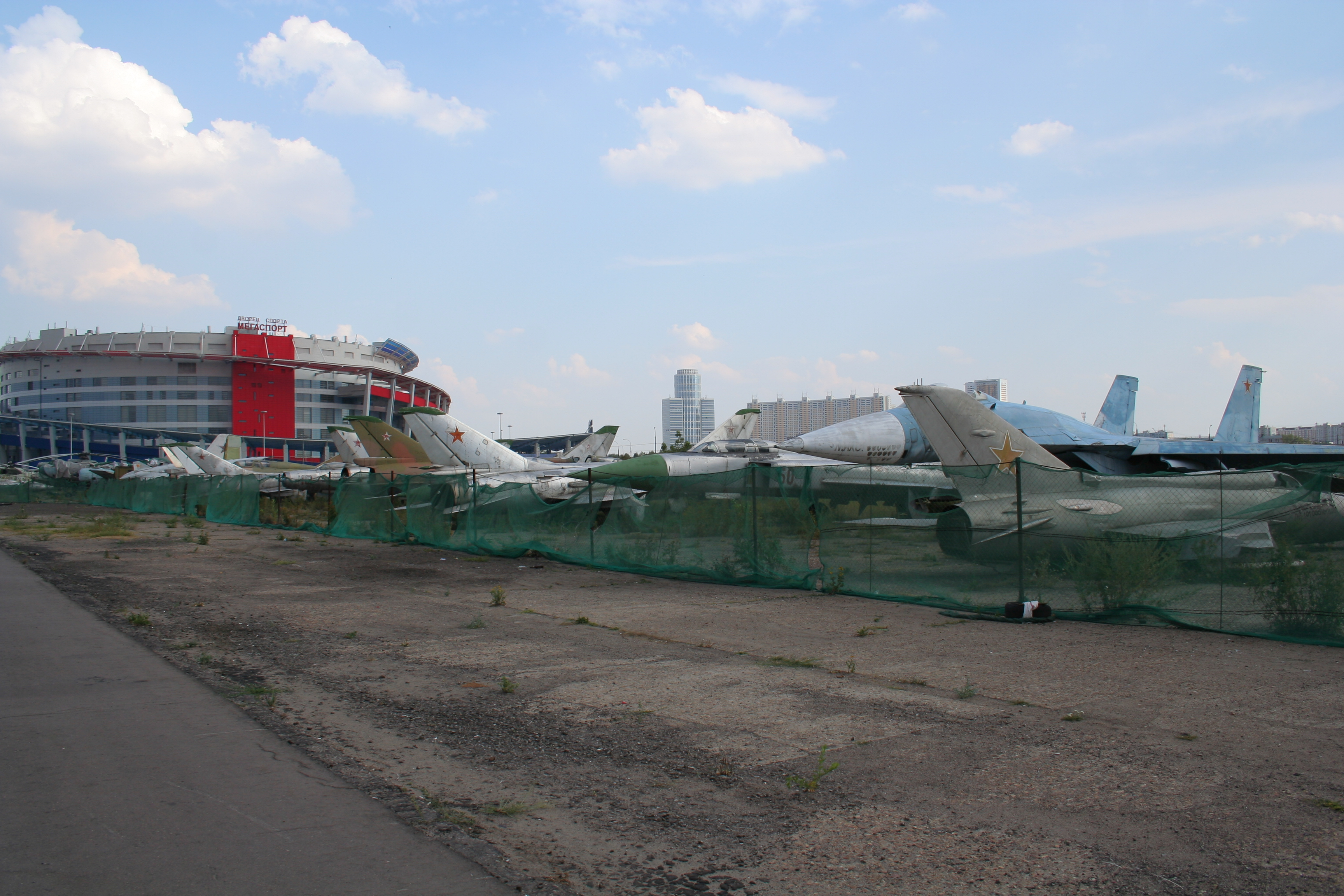
Letadla na bývalém Frunzeho ústředním letišti, 2010

V listopadu 1931 byla otevřena odbavovací hala pro cestující, roku 1936 letiště prošlo rekonstrukcí, roku 1938 bylo k letišti dovedeno metro – stanice Aeroport. Během 30. let 20. století se letecká doprava mohutně rozvíjela a v okolí Moskvy bylo postaveno několik nových letišť – Bykovo (1933), Tušino (1935) a Vnukovo (1941).
Nedaleko letiště vznikly letecké továrny – sídlily zde konstrukční kanceláře Suchoje, Mikojana, Iljušina a Jakovleva. V letech 1947–1948 byla většina letecké dopravy z Frunzeho letiště převedena do Bykova a Vnukova, od té doby bylo letiště využíváno pro zkušební lety prototypů místních leteckých závodů. Zkoušely se zde Iljušin Il-12, Il-14, Il-28, Il-18, Il-20, Il-22, Il-38. V 70. letech Il-76 a Il-86. Od konce 70. let se intenzita využívání letiště, nyní uprostřed města, snižovala, nicméně létaly odtud první Il-96-300 a Il-114.
Poslední let proběhl 3. července 2003, poté bylo letiště uzavřeno. Vlastníkem plochy zůstává ministerstvo obrany. Plánuje se zde založení muzea letectví, letadla umístěná na ploše zatím chátrají.